# Івент-аналіз
Івент-аналіз або аналіз подієвих даних (англ. event — подія) — методика дослідження динаміки політичних ситуацій, в основі якої лежить спостереження за інтенсивністю подій з метою виявлення можливих шляхів їх еволюції, а також визначення таких компонентів політичного процесу, які є найважливішими для дослідження. Методика широко застосовується у таких напрямках: внутрішня політика, зовнішня політика, регіональна політика, культурна політика, регіональні та міжнародні відносини.
В ХХ ст. було звернено увагу на те, що частота та інтенсивність подій у своїй взаємодії впливають на  конкретну ситуацію. Внаслідок цього джерела інформації досліджувались на класифікацію окремих реакцій, а також їх реалізацію у часі. У 60-х роках народжується новий вид дослідження даних про суспільство, івент-аналіз, що набув популярності у публікаціях Ч. Маклеланда, котрий і вважається засновником даного типу аналізу.

## Структура та алгоритм застосування івент-аналізу
Метод характеризується достатнім рівнем деталізації досліджуваного матеріалу. Аналітик має змогу виявити та проаналізувати дані щодо суб'єкта та обставин, що дасть змогу досить передбачливо аналізувати розвиток подій у майбутньому.
Ключовим питанням цього типу аналізу є визначення того, що або хто досліджується. Існує два види одиниць: суб'єкти політичних відносин (актори) та дії (акції). Цілі дослідження визначають його алгоритм, можна зосередити увагу на вербальній або фізичній категорії дій, що характерні для подій в цілому.
До вербальних акцій належать:
- інформаційні акції (публічні виступи);
- заяви, спрямовані на загострення протистояння (звинувачення, критика);
- заяви, спрямовані на припинення протистояння (переговори, пропозиції).

До фізичних акцій належать:
- стратегічні (проведення масштабних акцій, демонстрації, мітинги, страйки);
- тактичні (з одного боку, можуть спрямовуватись на пошук союзників шляхом проведення зустрічей або виступів; з іншого — ініціація переговорів задля укладення миру через переговори тощо).

Обробка та впорядкування даних відбуваються за ознаками:
- суб'єкт-ініціатор (хто);
- сюжет, або issue-area (що);
- суб'єкт-мішень (по відношенню до кого);
- дата подій (коли).

Подібним алгоритм допомагає фахівцю систематизувати інформацію, які пізніше можна згрупувати у бази даних. Детальне дослідження допоможе спрогнозувати ймовірність певної події або групи подібних подій впливати на політичну ситуацію в цілому.
У результаті досліджувані події зображуються у матричних таблицях та вимірюються за допомогою ЕОМ. Кількість виявлених та оброблених даних може визначати ефективність всього дослідження.
Під час проведення дослідження, аналітик може виявити інформацію про актуальну політичну ситуацію, що може допомогти у визначенні подального розвитку подій. Однак якщо у дослідженні використовуються узагальнені дані, результат може бути неповним, неоднозначним та створювати певні труднощі для подальшого використання даних. Цей аспект вказує на те, що у мінливих умовах метод не може давати цілком задовільних результатів.
Результати цього аналізу дають змогу зрозуміти, що відбувається з суспільством загалом на основі конкретних подій, які чинники у яких ситуаціях впливають на динамічність та довготу ситуацій, а також яку роль у них виконують політичні актори. Загалом, до споживачів даних аналізу можна зарахувати будь-яких політичних діячів, а також політичні утворення на чолі з відповідними керівниками, громадські рухи, аналітичні центри, ЗМІ.
За допомогою аналізу складаються спеціальні звіти, основу яких становлять:
- дані про основні соціальні та політичні процеси;
- дані щодо актуальної політичної ситуації;
- рекомендації щодо реагування на події та попередження можливих несприятливих подій.

## Висновок
Отже, івент-аналіз передбачає розбір цілого інформаційного масиву на окремі відрізки, дослідження кожного з них за принципом «хто / що / де / коли» та співставлення усіх їх для аналізу та виявлення фактів.  На наступному етапі відбувається виокремлення саме тих явищ, які є пріоритетними для дослідження. Це може відбуватись, наприклад, за принципом протиставлення сторін за певними ознаками. Івент-аналіз створює умови для розуміння політичних процесів у окремі часові періоди, методика зазнала активного застосування Агентством з контролю над озброєннями і роззброєннями ООН, Державним департаментом США тощо.